# Jean Baussan
Jean Baussan ( ?? – † le 24 novembre 1258) est un archidiacre de Marseille, évêque de Toulon et archevêque d'Arles du XIIIe siècle.

## Biographie
L'épiscopat de Jean Baussan, archevêque très largement détesté, est catastrophique pour la ville d’Arles. 
En 1235, à Arles, le mouvement anticlérical prend la forme d'association jurée ou confrérie, appelée Confrérie des bailes, menée par quelques baillis ou responsables, à la tête desquels figurent Bertran et Rainaud Porcelet. Le palais de l'archevêque est mis à sac (Stouff). Jean Baussan, réfugié à Salon, excommunie les meneurs. D’après J. Charles Roux, l’archevêque serait rentré à Arles en 1236 après avoir fait des concessions.
La même année, un concile se tient à Arles sous la présidence de Jean Baussan. Il contient 24 canons, principalement contre l'hérésie cathare et pour l'application des dispositions prises lors des conciles du Latran (1215) et de Toulouse (1229). 
En 1237, dans son diocèse, l’évêque Jean Baussan fit don aux cisterciennes de Mollégès de l'église et de l’hospice de Saint-Hippolyte-de-Crau. 
En 1238, Jean Baussan se rend à Brescia où il prête serment de fidélité au vice-roi, le comte Béroard de Lorette nommé par l'empereur Frédéric II. L'archevêque n'est plus qu'un intermédiaire entre la commune et l'empereur.
Toutefois, peu de temps après (en 1239), le comte de Provence Raimond Bérenger IV, qui a chassé le représentant de l’empereur de la cité d'Arles, devient le seul maître de la situation. Il remet solennellement le prélat sur son siège et ses troupes occupent un quartier d’Arles (le Vieux Bourg).
En 1249 comme en 1234, la République d’Arles[réf. nécessaire] chasse à nouveau l’archevêque Jean Baussan ; la « Confrérie » reprend le pouvoir et elle appelle au gouvernement de la ville comme podestat le chef du parti hostile au clergé dans toute la Provence : le célèbre Barral des Baux déjà podestat d’Avignon.
L’intervention du Comte de Provence, de retour de Croisades en 1251, fait capituler la Ville d’Arles et Jean Baussan retrouve son siècle épiscopal. Toutefois, en contrepartie de l’aide comtale, l'archevêque a perdu son pouvoir temporel.
Entre 1234, 1236, 1246 et 1251, Jean Baussan convoque quatre conciles régionaux. 
Il décède le 24 novembre 1258.

### Sources
- Mathieu Anibert - Mémoires historiques et critiques sur l'ancienne République d'Arles
- Louis Stouff – Arles au Moyen Âge – La Thune, Marseille – 2000 –  (ISBN 2-913847-03-X)
- Martin Aurell - Actes de la famille des Porcelet d'Arles (972-1320)